# Grimsta, Nynäshamns kommun
Grimsta är en småort i Sorunda socken i  Nynäshamns kommun i Stockholms län. Grimsta ligger sydväst om Sorunda i den västra delen av kommunen.